# Dubová (Prešov)
Dubová é um município da Eslováquia, situado no distrito de Svidník, na região de Prešov. Tem 12,55 km² de área e sua população em 2018 foi estimada em 210 habitantes.

## Demografia
| Ano:        | 1994 | 2004   | 2014   | 2024    |
| ----------- | ---- | ------ | ------ | ------- |
| Broj ljudi: | 240  | 227    | 223    | 195     |
| Razlika:    |      | -5,41% | -1,76% | -12,55% |

| Ano:               | 2023 | 2024  |
| ------------------ | ---- | ----- |
| Número de pessoas: | 200  | 195   |
| Diferença:         |      | -2,5% |